# Médecine sociale
 (mars 2022).
La médecine sociale est une médecine qui tient compte du contexte social et des conditions sanitaires d'une population, en contraste à la simple médecine fondée sur la biologie humaine. 

## Histoire
La Société française d'hygiène, de médecine sociale et de génie sanitaire a été fondée le 17 mars 1966. Elle  succédait à la Société de médecine publique et d'hygiène professionnelle créée le 29 juin 1877 sous la présidence d’Apollinaire Bouchardat, pharmacien et médecin, considéré comme le père de la diabétologie. 
La Société de médecine publique et d'hygiène professionnelle a été reconnue d'utilité publique le 8 mars 1900 et est devenue le 12 janvier 1910 la Société de médecine publique et de génie sanitaire.
Depuis le 7 décembre 1992 c'est devenu la Société française de santé publique.